# Franco Dall'Ara
Alfredo Dall'Ara, conegut com a Franco Dall'Ara   (Bèrgam, 22 d'agost de 1933), és un antic pilot de motociclisme italià que va guanyar dos campionats d'Itàlia de regolarità i cinc edicions de la Valli Bergamasche durant les dècades del 1950 i 1960.
Dall'Ara va començar a competir en motociclisme el 1948. El 1953 va guanyar la cursa de llarga distància Milano-Taranto amb una MI-VAL 175. Entre el 1955 i el 1957 va guanyar la Valli Bergamasche amb una altra MI-VAL, aquesta de 125 cc. El 1956 fou campió d'itàlia de "regolarità" en aquesta categoria i el 1957 en la de 250 cc amb una Moto Guzzi. Durant els anys següents es va mantenir fidel a aquesta marca i hi va tornar a guanyar la Valli Bergamasche dues vegades (el 1960 en la categoria de 250 cc i el 1963 en la de 100 cc). Més tard va passar a Moto Morini.
Dall'Ara va participar en 17 edicions dels Sis Dies Internacionals (ISDT), on va guanyar un total de deu medalles d'or.